# Sichote-Alin
Sichote-Alin (Russisch: Сихотэ-Алинь) is een bergketen in de krajs van Primorje en Chabarovsk. Het gebergte is 900 kilometer lang en strekt zich uit in noordoostelijke richting vanaf Vladivostok. De hoogste top is de Tordoki-Jani met een hoogte van 2.090 meter boven zeeniveau.
Sichote-Alin heeft een van de vreemdste klimaten ter wereld. Soorten die enkel in de boreale zone leven, zoals het rendier (Rangifer tarandus) en de bruine beer (Ursus arctos), leven er samen met typisch Aziatische soorten zoals de Siberische tijger (Panthera tigris altaica), de Amoerluipaard (Panthera pardus orientalis) en de Aziatische zwarte beer (Ursus thibetanus).
Op 12 februari 1947 viel in het gebergte een meteoriet neer. Ze werd bekend als de Sichote-Alinmeteoriet.
In 2001 werd Sichote-Alin toegevoegd aan de Werelderfgoedlijst en de UNESCO omwille van het belang voor "het overleven van bedreigde diersoorten zoals Blakistons visuil (Bubo blakistoni) en de Siberische tijger. In 2018 werd het werelderfgoedgebied uitgebreid onder de naam 'Dal van de Bikinrivier'.

## Galerij

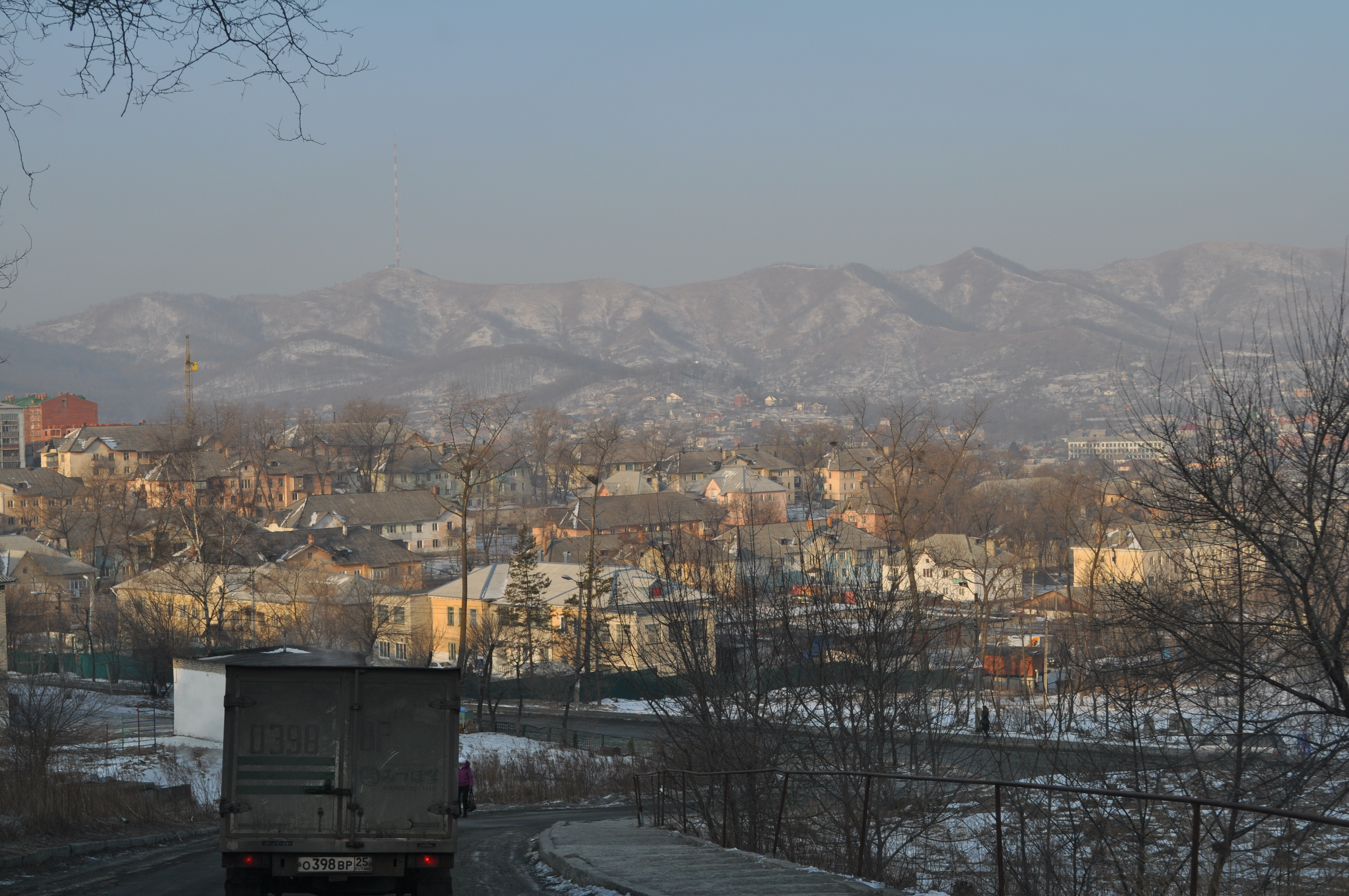
Sichote-Alin vanuit de stad Nachodka.
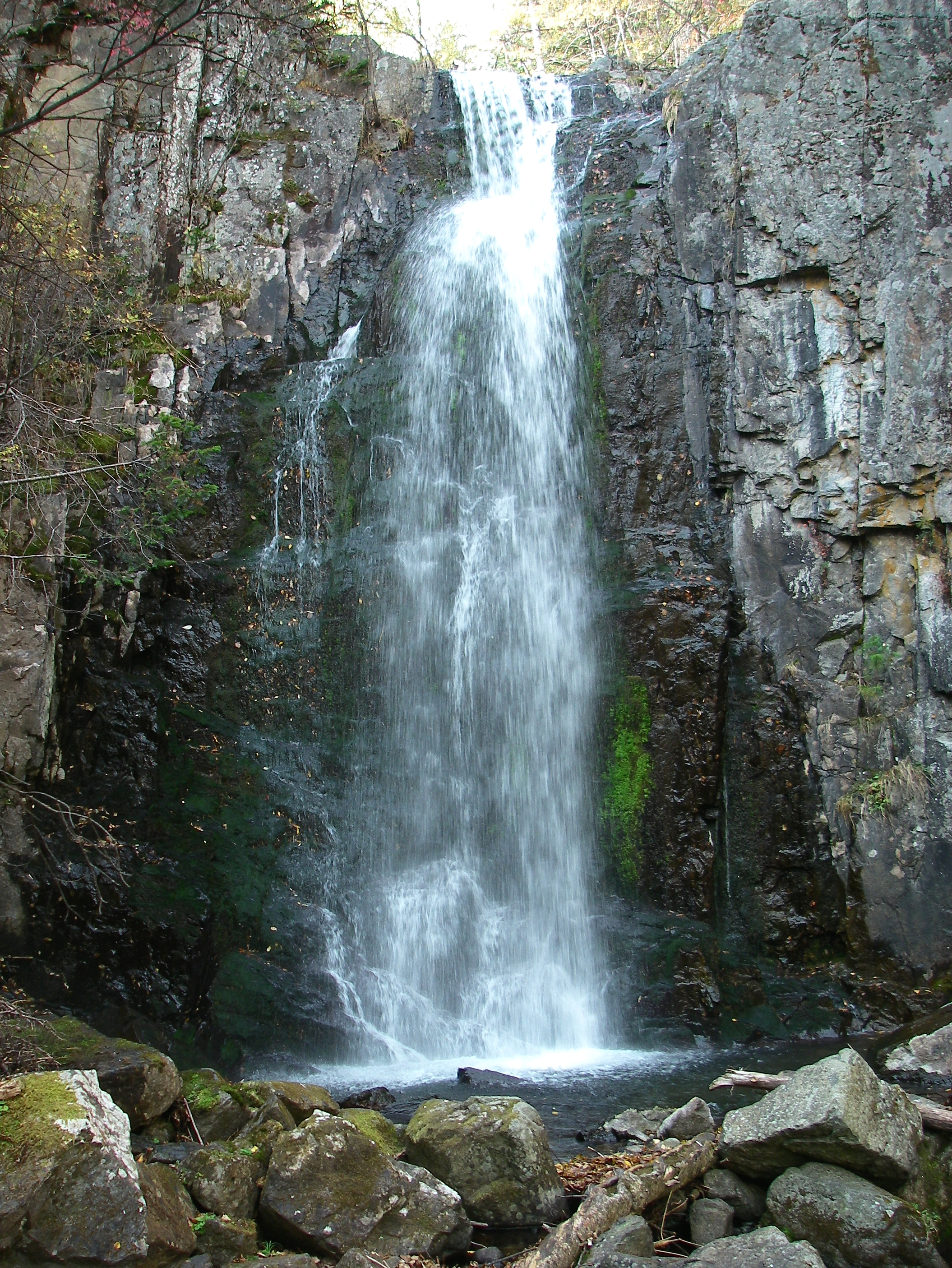
De watervallen genaamd: Ster van Primorje.
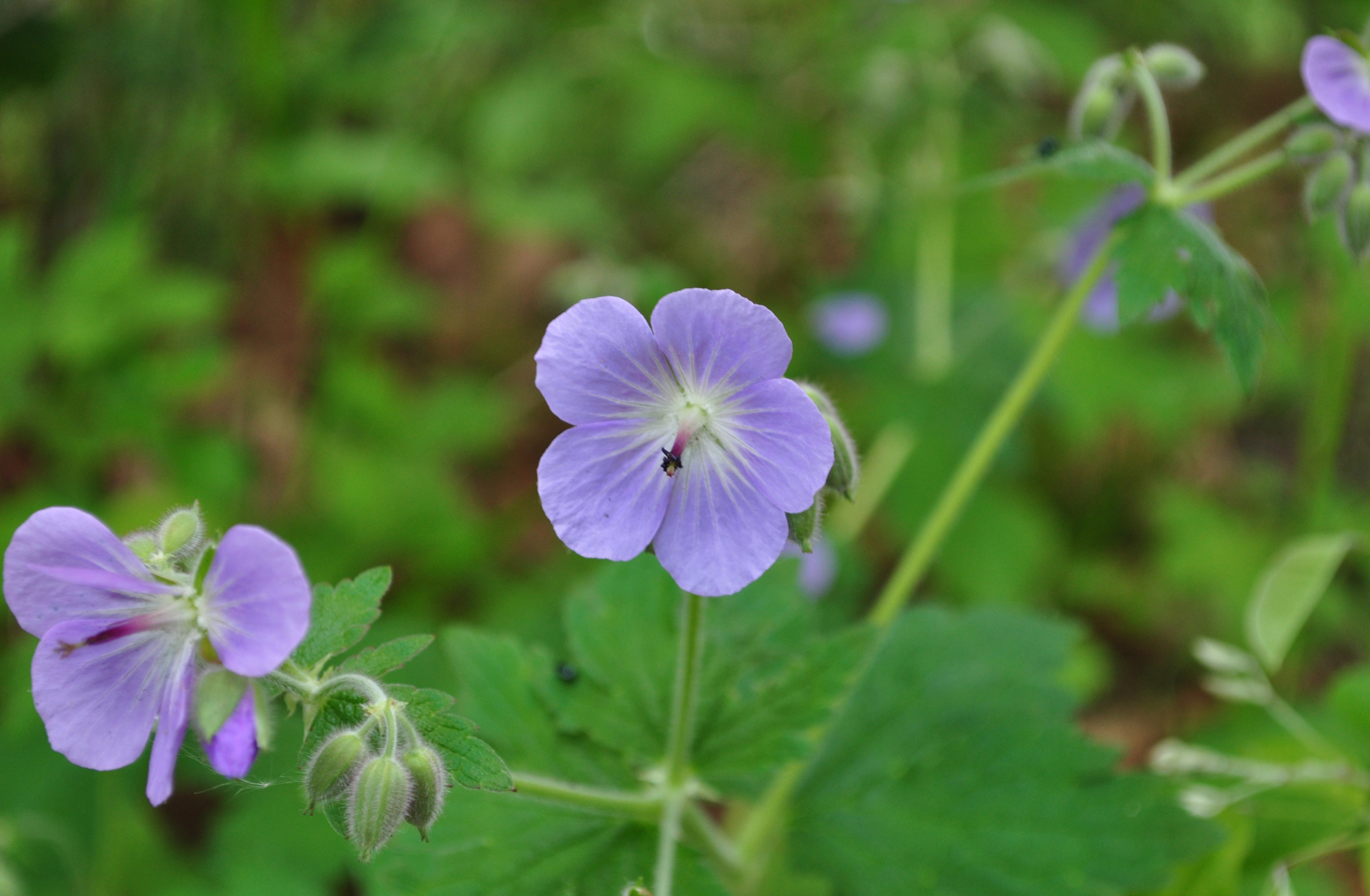
Flora van de Zapovednik Sichote Alin.
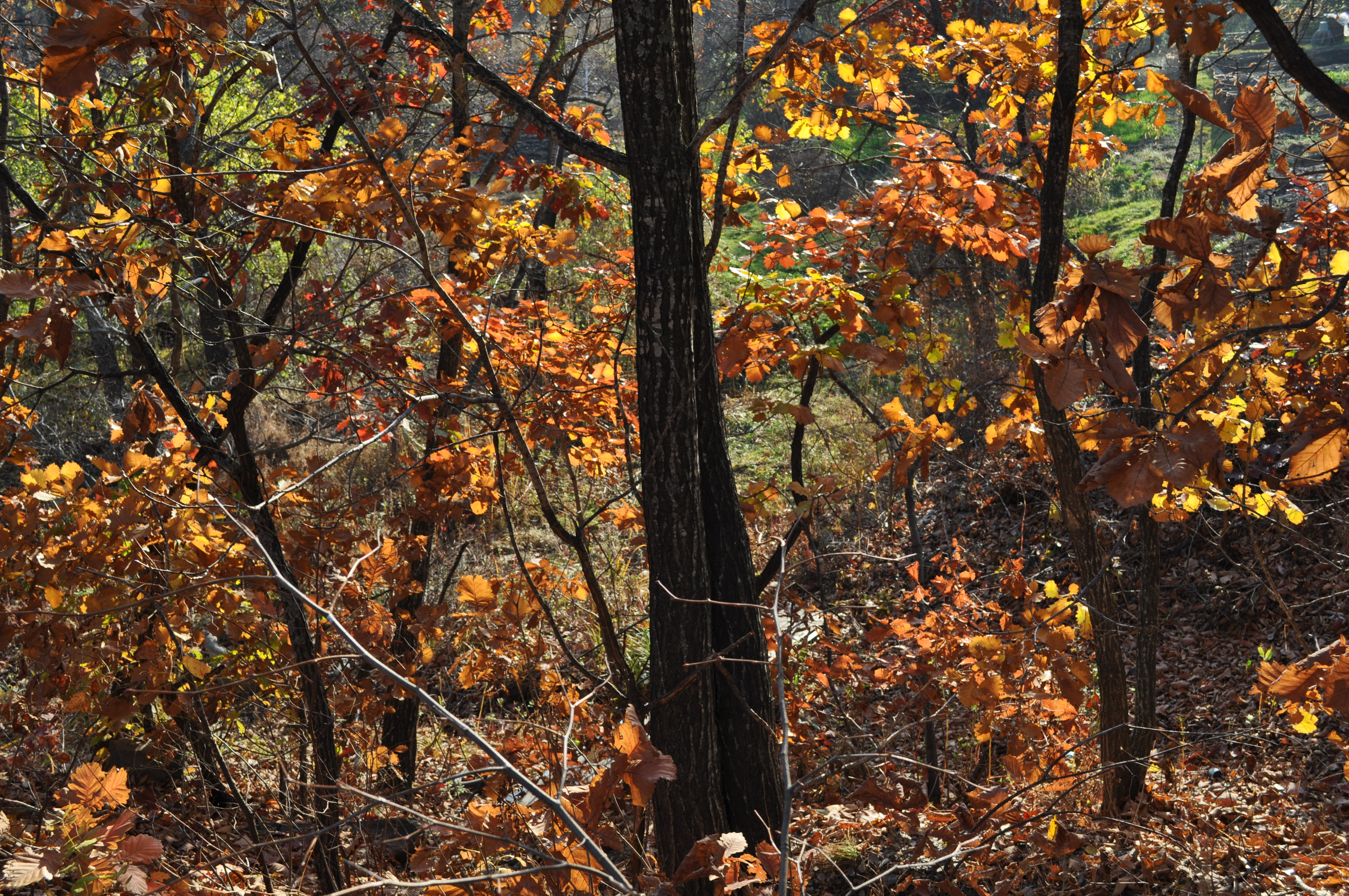
Eikenbossen in de herfst.

Dal van de Bikinrivier (met Centraal Sichote-Alingebergte) · Koerse Schoorwal · Ensemble van het Ferapontovklooster · Gouden bergen van Altaj · Hemelvaartskerk, Kolomenskoje · Historisch en architectonisch complex van het Kremlin van Kazan · Kizji Pogost · Baikalmeer · Citadel, oude stad en vestingwerken van Derbent · Historische monumenten van Novgorod en omgeving · Kremlin en Rode Plein, Moskou · Ensemble van het Novodevitsjiklooster · Historisch centrum van Sint-Petersburg en bijbehorende groepen van monumenten · Cultureel en historisch ensemble van de Solovetski-eilanden · Geodetische boog van Struve · Architectonisch ensemble van de Triniti Sergius Lavra in Sergiev Posad · Uvs Nuurbekken · Maagdelijke wouden van Komi · Vulkanen van Kamtsjatka · Westelijke Kaukasus · Witte monumenten van Vladimir en Soezdal · Natuurlijk systeem van het Wrangel-eilandreservaat · Historisch centrum van de stad Jaroslav · Historisch en archeologisch complex van Bolgar · Landschappen van Daurië · Hemelvaartkathedraal en -klooster van het dorpseiland Svijasjk · Kerken van de architectuurschool van Pskov · Petrogliefen van het Onegameer en de Witte Zee · Cultureel landschap van het Kenozeromeer
- Gemeinsame Normdatei: 4124193-9
- Virtual International Authority File: 248126181